# Biston satura
Biston satura là một loài bướm đêm trong họ Geometridae.